# 帕龙错
30°52′N 83°34′E / 30.867°N 83.567°E
帕龙错（藏語：བ་ལུང་མཚོ，威利转写：ba lung mtsho，THL：Balung Tso）位于中国西藏自治区南部日喀则市仲巴县境内，地处仲巴县西北部，冈底斯山脉北麓，湖面海拔5166米，面积140平方公里，为一咸水湖。湖区年均气温0～2℃，年均降水量200～250毫米。湖水主要依赖冰雪融水径流补给，较大的入湖河流有东岸的供阿臧布，南岸的雅曲臧布。湖区附近有雪豹等珍稀动物。